# Paralycus ekaterinae
Paralycus ekaterinae (лат.) — вид ископаемых панцирных клещей род Paralycus (=Pediculochelus) из семейства Pediculochelidae (надсемейство Cosmochthonioidea). Ровенский янтарь (эоцен, приабонский ярус, 33,9—37,8 млн лет; Пугачский карьер в Клесове, Украина).

## Описание
Микроскопического размера клещи. Длина менее 0,2 мм: размер 166 × 61 мкм. Все сегменты ног присутствуют. Коготки отсутствуют на всех лапках. Хелицеры крупные (24 мкм), с двумя сетчатыми гладкими волосками cha (7) и chb (плохо заметен). Неподвижный членик хелицеры с тремя зубцами, один зубец заметно крупнее остальных; подвижный членик с тремя зубцами примерно одинакового размера, между боковыми зубцами имеется глубокая борозда. Продорсальный щит и ноги гладкие. Нотогастр и вентральная сторона тела полосатые. Ростральные волоски короткие, короче половины длины хелицеры. Нотогастральные волоски короткие, d2, e1, f 1 не достигают основания следующего ряда волосков; h1 достигает основания p1. Сета p2 длиннее других нотогастральных волосков. Сетальная формула эпимер: 3-2-3-2 (4a отсутствует). Сета 2а не достигает основания 1а. Пять пар генитальных волосков. Генуа с 4-2-0-0 волосками, трохантеры с 0-0-1-0 волосками. Хелицеральные волоски cha и chb короткие. Продорсум покрыт щитковидной пластинкой в срединно-дорсальной области, несущей две пары волосков, ro (7) и le (14). Каждая лапка с небольшим остатком эмподия и карункулоподобной мембраной.

## Систематика и этимология
Вид Paralycus ekaterinae был впервые описан в 2025 году российскими и американскими акарологами Василием Колесниковым (Институт биологии внутренних вод РАН, Борок, Ярославская область, Россия), Дмитрием Воронцовым (Институт биологии развития РАН, Москва), Павлом Климовым (Purdue University, West Lafayette, Индиана, США) и Roy A. Norton (State University of New York, College of Environmental Science and Forestry, Syracuse, Нью-Йорк, США). Таксон включён в состав рода Paralycus (=Pediculochelus) из семейства Pediculochelidae (надсемейство Cosmochthonioidea, инфраотряд Enarthronota).
Видовое название Paralycus ekaterinae дано в честь российского акаролога и палеонтолога Екатерины Алексеевны Сидорчук (1981—2019), которая стала пионером в изучении ископаемых клещей с высоким микроскопическим разрешением.